# Ionische Eilanden
De Ionische Eilanden (Grieks: Ιόνια Νησιά, Ionia Nisia; Italiaans Isole Ionie) zijn een Griekse eilandengroep en tevens een regio die, ten westen van het Griekse vasteland en voor een klein deel Albanië, in de Ionische Zee ligt, voor de ingang van de Adriatische Zee. Traditioneel heten de eilanden in het Grieks: Heptanisa, wat zeven eilanden betekent, naar de voornaamste eilanden van de eilandengroep, maar ook een aantal kleinere eilanden behoren ertoe.

## Geografie
De eilanden zijn minder dichtbevolkt dan andere Griekse eilanden en liggen relatief geïsoleerd hiervan. Ze hebben minder uitgebreide veerdiensten. Over het algemeen zijn de eilanden groener dan de meeste andere Griekse eilanden.

### Eilanden
De grote eilanden zijn:
- Corfu (Κέρκυρα = Kerkyra)
- Lefkada (Λευκάδα = Lefkada)
- Ithaka (Ιθάκη, ook wel Ithaki genoemd)
- Kefalonia (Κεφαλλονιά)
- Paxi (Παξοί, ook wel Paxos genoemd)
- Zakynthos (Ζάκυνθος)

Kythira, dat ten zuiden van de Peloponnesos ligt, behoort historisch tot de Ionische eilanden. Bestuurlijk hoort het echter niet bij de regio Ionische Eilanden, maar bij de regio Attica en het departement Piraeus.
Tot de kleine eilanden behoren onder meer Othoni, Mathraki, Erikoussa, Antipaxi (Antipaxos), Meganisi, Kalamos en Kastos.

## Bestuurlijke indeling
Het geïsoleerd van de rest liggende Kythira (dat ten zuiden van de Peloponnesos ligt) valt niet onder de regio van de Ionische Eilanden, maar valt onder de regio Attica en het departement Piraeus.
De regio van de Ionische Eilanden is verder onderverdeeld in vier departementen (nomi):
- Corfu
- Kefalonia
- Lefkada
- Zakynthos

Dit komt overeen met de respectievelijke eilanden en enkele kleinere eilanden daaromheen. Ithaka bijvoorbeeld valt onder Kefalonia en Paxi valt onder Corfu.
Vanaf 2011 wordt de bestuurlijke regio (periferia) Ionische Eilanden ingedeeld in vijf regionale eenheden (periferiaki enotita): Ithaki (vroeger bij Kefalonia), Kefalonia, Kerkyra, Lefkada, Zakynthos.

## Geschiedenis
Op Lefkada na, zijn de eilanden vrij geweest van de Ottomaanse overheersing, en staan ze traditioneel meer onder Europese invloed, waaronder die van Venetië.
Als gevolg van de slotakte van het Congres van Wenen waren de Ionische Eilanden van 1815 tot 1864 een Brits protectoraat, de Verenigde Staten van de Ionische Eilanden. De Britten stelden een ridderorde, de nog steeds bestaande Orde van Sint-Michaël en Sint-George, in voor hun Ionische onderdanen.
Van 1940 tot 1943 werden de eilanden bezet door Italië.
Attica · Centraal-Griekenland · Centraal-Macedonië · Epirus · Ionische Eilanden · Kreta · Noord-Egeïsche Eilanden · Oost-Macedonië en Thracië · Peloponnesos · Thessalië · West-Griekenland · West-Macedonië · Zuid-Egeïsche Eilanden

Autonome Monastieke Staat van de Heilige Berg (Athos)

Periferie-districten · Gemeenten